# Gao Gan
Gao Gan (? - mai 206) Neveu de Yuan Shao. En l’an 191, il fit partie de la délégation qui convainquit Han Fu de céder la province de Ji à Yuan Shao. Peu après la bataille de Guandu, en l’an 201, il mobilisa une armée de 50 000 soldats et vint aider Yuan Shao à Cangting. Ils subirent cependant une lourde défaite et Gao Gan retourna dans la province de Bing où il fut nommé Inspecteur en l’an 202 par Yuan Shao. Aidé des tribus Xiongnu, il envahit ensuite le district de Hedong avec succès mais ne put en garder possession lorsque Ma Teng vint porter secours à Cao Cao en envoyant des renforts.
Après la mort de Yuan Shao, il aida les frères Yuan à Liyang, puis à Jizhou. En l’an 204, il se rendit à Cao Cao et fut renommé Inspecteur de la province de Bing, puis il se rebella en l’an 205. Il se positionna donc à la passe de Huguan, mais malgré une vigoureuse résistance, il fut défait en l’an 206 et s’exila chez les Xiongnu. Toutefois, les Xiongnu lui refusèrent l’exil et Gao Gan décida plutôt de se diriger au sud pour tenter de rejoindre Liu Biao. En route, il fut tué par Wang Yan, un Commandant de District de Cao Cao et sa tête fut expédiée à ce dernier.